# Roy Barnes
Roy Eugene Barnes, né le 11 mars 1948 à Mableton, est un homme politique américain, gouverneur démocrate de Géorgie de 1999 à 2003.

## Biographie

### Carrière politique

#### Membre de l'Assemblée générale de Géorgie
Barnes est membre du sénat de Géorgie de 1974 à 1990, avant de faire partie de la chambre des représentants de Géorgie de 1992 à 1998.

#### Gouverneur de Géorgie
En janvier 1999, après avoir été élu gouverneur, la première décision de Barnes comme gouverneur est de signer une ordonnance interdisant tous les dons provenant des lobbyiste à des employés travaillant dans la branche exécutive de l'état. 
Roy Barnes décide également de changer le drapeau de la Géorgie, malgré l'opposition de plusieurs groupes minoritaires. Le drapeau de l'état a été marquée par l'emblème des états confédérés depuis 1956, année où le mouvement des droits civiques pris de l'ampleur.
Barnes met en place une réforme de l'éducation qui met fin notamment au passage des élèves dans le niveau d’enseignement supérieur sans contrôle de leurs connaissances et apprentissages, et les oblige donc à passer un test. Il met également en place la loi Terrell Peterson visant à protéger les enfants à risque. Il appuie la construction de l'Arc du Nord, une voie rapide, qui rencontre l'opposition de la population locale. Pendant la majeure partie de son mandat, son ancien associé, sénateur de l'état Charles B. Tanksley est son porte-parole au sénat de Géorgie.

#### Quatre fois candidat au poste de gouverneur de Géorgie
- 1990

Candidat à l'investiture démocrate pour le poste de gouverneur en Géorgie, Roy Barnes est battu à plate couture en finissant troisième de la primaire avec 21 % des voix derrière le maire d'Atlanta Andrew Young et le lieutenant-gouverneur Zell Miller.   
- 1998

De nouveau candidat à l'investiture démocrate pour le poste de gouverneur, Barnes frise cette fois l'élection dès le premier tour en obtenant 49 % des voix. Lors du second tour, il obtient 83 % des voix contre seulement 17 % au secrétaire d'état de Géorgie Lewis Massey.
Le 2 novembre 1998, Roy Barnes est élu gouverneur de Géorgie en obtenant 941 076 voix (52 %) face au candidat républicain Guy Millner qui obtient 790 201 voix (44 %).
- 2002

Investit sans opposition par les démocrates, le gouverneur Barnes est battu en obtenant 937 070 voix (46 %) contre 1 041 700 voix (51 %) au sénateur républicain Sonny Perdue.
- 2010

Le 3 juin 2009, Barnes qu'il est candidat une nouvelle fois à l'investiture démocrate pour le poste de gouverneur de Géorgie.
Le 20 juillet 2010, il décroche l'investiture démocrate en battant son principal rival le procureur général Thurbert Baker.
En 2010, Barnes est l'un des quatre anciens gouverneurs (avec Jerry Brown, Terry Branstad et John Kitzhaber) candidats pour retrouver leurs anciens fauteuils.
À deux jours de l'élection, le site indépendant RCP, attribue une avance moyenne de neuf points à son concurrent républicain Nathan Deal. Le 2 novembre 2010, il est battu en n'obtenant seulement 43 % contre 53 % à Nathan Deal.